# Giou-de-Mamou
 Giou-de-Mamou  es una población y comuna francesa, situada en la región de Auvernia-Ródano-Alpes, departamento de Cantal, en el distrito de Aurillac y cantón de Aurillac-4.

## Demografía
| 446 | 427 | 461 | 648 | 677 | 697 |
| Para los censos de 1962 a 1999 la población legal corresponde a la población sin duplicidades (Fuente: INSEE [Consultar]) |     |     |     |     |     |